# Nicolas Gauthier
 (novembre 2018).
Si vous disposez d'ouvrages ou d'articles de référence ou si vous connaissez des sites web de qualité traitant du thème abordé ici, merci de compléter l'article en donnant les références utiles à sa vérifiabilité et en les liant à la section « Notes et références ».
Pour les articles homonymes, voir Gauthier.
Jean-Émile Néaumet, né en 1964, plus connu sous le pseudonyme de Nicolas Gauthier, est un militant politique, essayiste et journaliste français. Dans les années 2000, il fut notamment l'une des plumes de Jean-Marie Le Pen.

## Biographie
Né en 1964, Jean-Émile Néaumet obtient un CAP d'arts graphiques au lycée Corvisart. Il entre au quotidien Présent en 1984, avant de rejoindre Le Choc du mois, Minute, National-Hebdo. Il écrit également dans la presse rap, RER. En 1990, il fonde le mensuel Paris Scandale, en compagnie de l'écrivain A.D.G. et du cinéaste Michel Ricaud. La publication s'arrête au bout de deux numéros. Quelques mois plus tard, il est rédacteur en chef de Pas de panique à bord, mensuel fondé par le romancier et futur éditeur Philippe Randa. Il est ensuite rédacteur en chef-adjoint du mensuel Faim de siècle, dirigé par Jean-Charles de Castelbajac et vendu dans la rue par des SDF. 
En 1995, proche de Samuel Maréchal, alors directeur du Front national de la jeunesse, il dirige Agir, organe mensuel de ce mouvement. Après la scission frontiste de 1998, durant laquelle il reste fidèle à Jean-Marie Le Pen, il consacre à ce dernier, en collaboration avec Yann Maréchal-Le Pen, un album intitulé Le Pen. En 2002, il est le principal rédacteur de la profession de foi de Jean-Marie Le Pen pour le second tour de l'élection présidentielle. De 2008 à 2011, il dirige Flash, fondé avec Philippe Randa et Alain Soral. Il écrit depuis sur le site Boulevard Voltaire.
Depuis 2014, il est également chroniqueur dans l'émission Bistro Libertés, sur la web TV TV Libertés.

## Ouvrages
- Avec Philippe Randa, L'Affaire Mesrine, Paris, Fleuve noir, 1992 (BNF 37598519).
- Rosalie des Flandres, Paris, Fleuve noir, 1992 (BNF 35538241).
- Eric Clapton. Un gentleman guitariste, Monaco, Le Rocher, 1994 (BNF 35738241).
- Violette Morris. La gestapiste, Paris, Fleuve noir, 1994 (BNF 35679372).
- Les Grandes Enquêtes du commissaire Chenevier. De la Cagoule à l'affaire Dominici (préf. Philippe Bourdrel), Paris, Albin Michel, 1995 (BNF 37619635).
- Avec Philippe Randa, Mesrine l'indompté, Paris, Dualpha, 1997 (BNF 37620276).
- Un flic à la Belle époque. Anarchistes, assassins mondains et scandales politiques, Paris, Albin Michel, 1998 (BNF 37620054).
- Avec Arnaud Folch (préf. Patrick Verbeke), Déboires de stars, Paris, Dualpha, 2000 (BNF 37758456).
- Les Grands Excentriques, préf. Alain de Benoist, Grainville, City, 2008 (BNF 41190251).
- Avec Philippe Randa (préf. Éric Letty), Les Acteurs de la comédie politique, Paris, L'Æncre, 2012 (BNF 43719793).
- Avec Alain de Benoist, Survivre à la pensée unique ou L'Actualité en questions, Paris, Krisis, 2015 (BNF 44467457).
- Le Pen comme vous ne l’avez jamais lu : entretiens avec Nicolas Gauthier, préf. Philippe Randa, Éditions Déterna, 158 p., 2025  (ISBN 978-2360061969)